# Das Mädchen am Flaschnerfelsen

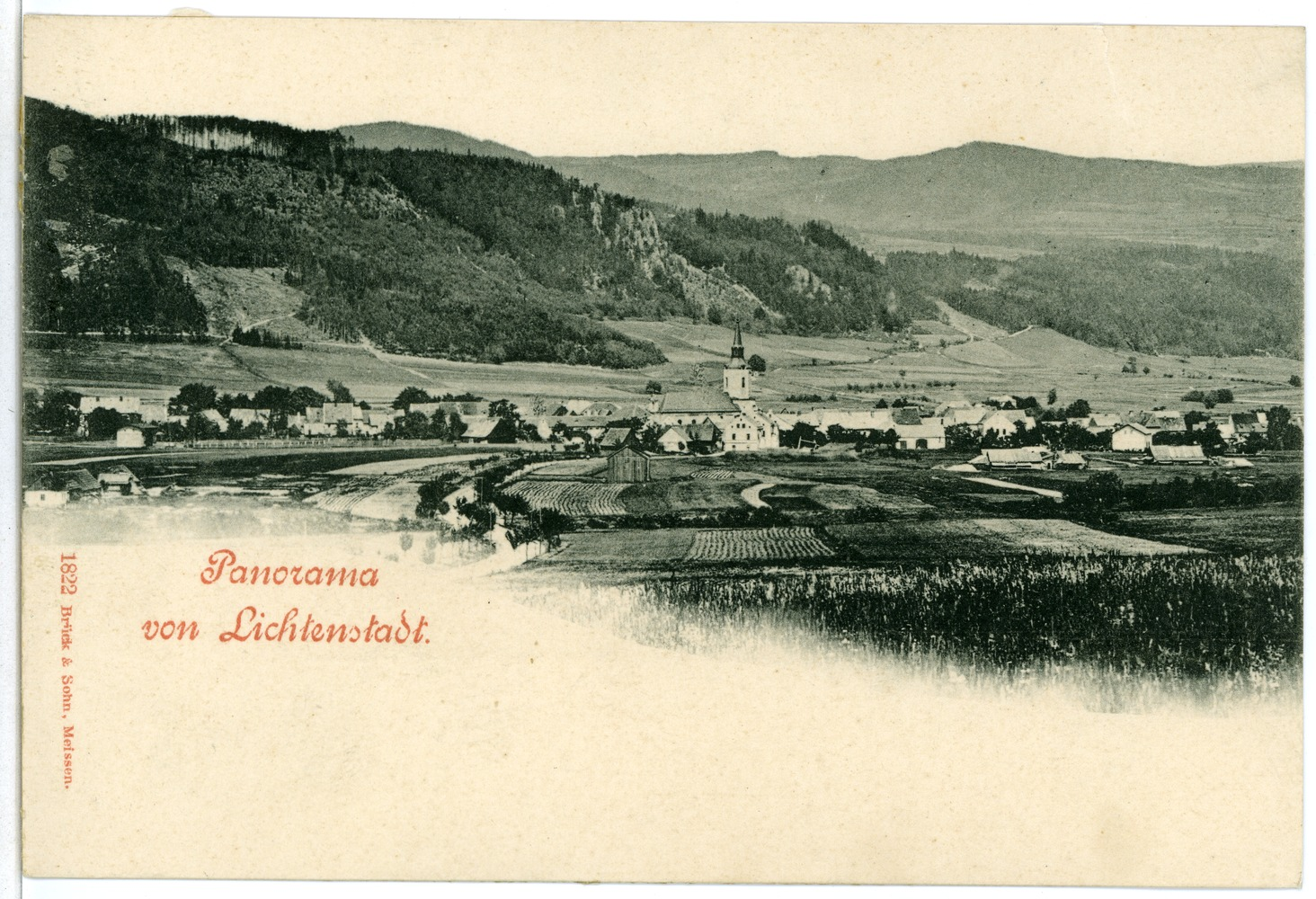
Das Felsmassiv des Flaschnerfelsens, hinter der Kirche von Hroznětín (Sicht gen Nord-Nord-Ost).

Das Mädchen am Flaschnerfelsen ist eine Sage aus dem Egerland im Westen Tschechiens. Die Geschichte spielt am Flaschnerfelsen bei Hroznětín (Lichtenstadt).

## Handlung
Im Spätherbst suchte einmal eine Bauernmagd Buchenlaub in der Nähe des Flaschnerfelsen bei Hroznětín. Plötzlich stand eine weiße Frau mit bleichem Gesicht vor ihr und erklärte, dass sie aufgrund von Goldgier Blutschande begangen und dafür verflucht worden sei. Nur alle hundert Jahre dürfe sie einen reinen Menschen um Erlösung bitten. Sie erklärte der Bauernmagd, dass wenn sie sie von ihrem Fluch befreien wolle, einen Schlüssel und drei Taler von ihr annehmen müsse. Sie solle das Geld richtig verwenden und am ersten Weihnachtstag wiederkommen. Sie dürfe jedoch mit niemandem mehr reden und nichts von ihrem Vorhaben erzählen. Dann verschwand die bleiche Frau.
Das Bauernmädchen nahm das Geld und den Schlüssel an sich, ging heim und wurde unter dem Eindruck des geschehenen wortkarg und versonnen. Lange blieb sie verschwiegen gegenüber den Leuten, die sie fragten, was denn mit ihr los sei. Nach einem fröhlichen Essen wurde das Mädchen doch schwach, erzählte von dem Geschehenen und zeigte sogar die Taler und den Schlüssel. Am nächsten Morgen waren diese jedoch verschwunden und das Mädchen erkrankte und starb nur wenig später. Die bleiche Frau aber musste einhundert weitere Jahre den Schatz im Flaschnerfelsen hüten.

## Hintergrund
Der Flaschnerfelsen ist Handlungsort mehrerer Sagen aus dem Egerland, darunter Die Geister beim Flaschnerfelsen, Das Hirtenbüblein im Flaschnerfelsen und Das Wunderlämpchen.

## Rezeption
Die Sage findet sich in mehreren Werken zur sudetendeutschen / west-tschechischen Sagenwelt. Josef Hofmann, G. Kutschera und H. Nürnbeger führen die Geschichte in ihrem Werk Sagen der Karlsbader Landschaft (1926) auf; Thilde Hopper-Hoyer listet sie in ihrer Sagensammlung Egerländer Sagenkranz auf, die sie 1958 veröffentlichte als Erinnerung an ihre verlorene Heimat des Egerlandes; aus der sie 1945/1946 vertrieben worden war.